# Slovenska Talija
Slovenska Talija je zbirka dramskih del in iger, ki jo je od leta 1867 do 1896 izdajalo ljubljansko Dramatično društvo. 
S Slovensko Talijo je nastala repertoarna osnova za ljubiteljsko igranje. Zbirka je naslednica Slovenskih gledališčnih iger (1864–1865), ki jih je zasnoval in urejal Janez Bleiweis. V zbirki prevladujejo prevodi: bibliografija izpričuje, da je v 60 zvezkih izšlo 8 izvirnih in 70 prevedenih del. Najpogostejše oznake del so: igra, šaloigra, veselo igra, spevoigra, burka in komedija, nekaj je tudi žalostnih iger, tragedij in oper. Preko 60 je enodejank, torej za uprizarjanje manj zahtevnih in igralcem dostopnejših del. Dramski teksti so bili večinoma poslovenjeni iz nemščine in francoščine.

## Vsebina
V posameznih knjižicah so izšle po dve ali tri igre. Za slovenskim naslovom je naveden naslov in/ali avtor izvirnika, jezik, iz katerega je delo prevedeno, prevajalec in zvrst. Poleg dramskih besedil so v prvem zvezku zbirke izdali tudi temeljne programske, organizacijske in igralsko izvedbene napotke, zbrane v Priročni knjigi. Prevajalci dramskih tekstov v Slovenski Taliji so izvirnik okrog sedemdesetkrat poslovenili, okrog dvajsetkrat preložili, redkeje tudi prenaredili, svobodno poslovenili, prosto poslovenili ali predelali. Na koncu vsake izdaje je tajnikovo poročilo o aktualnih dogovorih in splošnih zahtevah, poročilo o dohodkih, stroških, splošnem stanju premoženja Dramatičnega društva ter imenik podpornikov društva.

## Ljubljansko Dramatično društvo
Dramatično društvo, nastalo znotraj Narodne čitalnice v Ljubljani, je bilo prva gledališka organizacija na Slovenskem. Delovala je med letoma 1867 in 1920. Med ustanovitelji so bili Fran Levstik, Peter Graselli, Josip Stare ter Josip Nolli. Pomembno vlogo profesionalizacije ima Ignacij Borštnik, ki je vpeljal realistično igro. Namen društva je bila priprava pogojev za ustanovitev Narodnega gledališča, ki so ga leta 1892 odprli v stavbi današnje opere. Od tedaj so stremeli k uprizarjanju umetniško zahtevnejše domače in tuje dramatike.